# Lizelle Muller
Lizelle Muller, née Lizelle van Niekerk le 4 octobre 1984 à Port Elizabeth, est une joueuse professionnelle de squash représentant l'Afrique du Sud. Elle atteint en avril 2022 la 108e place mondiale sur le circuit international, son meilleur classement.
Elle est championne d'Afrique du Sud en 2021 et 2022. Son frère Dewald van Niekerk est joueur professionnel de squash et champion d'Afrique du Sud également en 2021 et 2022.

## Biographie
Après deux finales perdues en 2019 et 2020, elle devient championne d'Afrique du Sud en même temps que son frère Dewald van Niekerk, plus jeune de 13 années.

## Palmarès

### Victoires
- Championnats d'Afrique du Sud : 2 titres (2021, 2022)

## Finales
- Championnats d'Afrique du Sud : 2019, 2020